# 丹波奉親
丹波 奉親（たんば の ともちか）は、平安時代中期の貴族。氏は但波とも表記される。丹後守・丹波行衡の子。官位は正五位下・加賀守。

## 経歴
藤原道長の家司を務める一方、正暦5年（994年）ごろまで左少史・右大史と一条朝の前半に太政官の史を歴任する。のち、外従五位下に叙せられ、長徳2年（996年）史巡により豊後守に任官すると、長徳3年（997年）能登権守と地方官を務めた。
寛弘7年（1010年）に従五位上に叙されている。寛弘8年（1011年）正月に長きに亘って大夫史（五位の左大史）を務めていた小槻奉親が突然出家してしまう。道長はその後任に但波奉親を就けようと画策するが、これに対して、大夫史は六位史から叙留させるのが通例で受領経験者を登用したことはないこと、および奉親自身がその任に相応しくないことを理由に藤原実資の反対に遭い、失敗してしまう。その後、6月に敦成親王（後の後一条天皇）が立坊して道長が天皇の外戚の座をほぼ手中にする一方で、6月に一条上皇、10月に冷泉上皇が没して天皇家内に有力な成人男性がいなくなってしまい、朝廷における道長の影響力が非常に強まる。こうした中で、同年12月に道長は藤原行成らの反対意見を黙殺し、小槻奉親の後任である久永（姓不明）を更迭して、権中納言・源俊賢の推挙との形を取って丹波奉親を左大史に任じた。
ところが、長く左大史を務めていた小槻奉親は官文書（公務に使った公文書）を自宅に持ち帰っていた。当時、官文書の持ち出しは法的には禁止されていたが、実際には廷臣の多くが行っていた行為であったため、小槻奉親の行為を咎めることも返還をさせることもできなかった。この事態に苦慮した道長は、長和2年（1013年）に丹波奉親を官文殿預に任じて官文書の流出を防がせ、長和4年（1015年）には史の勤務評価に官文殿における官文書の保管を加える宣旨を出させている。但波奉親は小槻奉親と同時期に官史を務めていたにもかかわらず、大夫史としての職務を果すだけの官文書を保持しておらず、官文殿の文書に頼らざるを得なかったことから、このような官文殿の整備策が打ち出されたものと見られる。
しかし、寛仁元年（1017年）の後一条天皇の賀茂行幸の際に、官文殿内の文書不足から上卿の藤原実資が十分な回答を出すことが出来ず、小槻奉親の子である右大史・小槻貞行に父親が保管していた一条天皇時代の賀茂行幸の文書を提出させた。やがて、摂政である藤原頼通は丹波奉親を擁護する父・道長の反対を押し切って、寛仁2年（1018年）までに小槻貞行を左大史に昇進させた。頼通が道長と対立してまで貞行を左大史に抜擢したのは、官文殿の官文書が十分でなくても小槻氏が保有する文書によって政務が円滑に執行できるとの判断によるものと想定される。
治安元年（1021年）春日行幸行事賞の議定において、奉親は四位への加階が検討されるが、四位に昇進して左大史に留まることは難しいとして加階が見送られた。当時、大夫史が五位相当官と認識されていたことが窺われる。
治安3年（1023年）左大史の任を離れて、加賀守として地方官に転じた。長元2年（1029年）子代六角にあった邸宅が火災で焼亡している。

## 官歴
- 時期不詳：正六位上
- 正暦2年（991年） 9月7日：見左少史[13]
- 正暦3年（992年） 日付不詳：見右大史
- 時期不詳：外従五位下
- 長徳2年（996年） 8月5日：豊後守[14]
- 長徳3年（997年） 8月：能登権守[15]
- 長保元年（999年） 12月15日：宿禰姓から朝臣姓に改姓[16]
- 長保2年（1000年） 11月：見豊後守[17]
- 寛弘7年（1010年） 11月28日：従五位上[18]
- 寛弘8年（1011年） 12月18日：左大史[16]
- 長和5年（1016年） 5月16日：見兼播磨権介[19]
- 寛仁元年（1017年） 12月3日：正五位下（造八省賞）[20]
- 治安元年（1021年） 日付不詳：奉親から公親に改名[11]
- 治安3年（1023年） 6月23日：見加賀守[20]
- 万寿3年（1026年） 4月19日：加賀前司[21]